# Yamada Isuzu

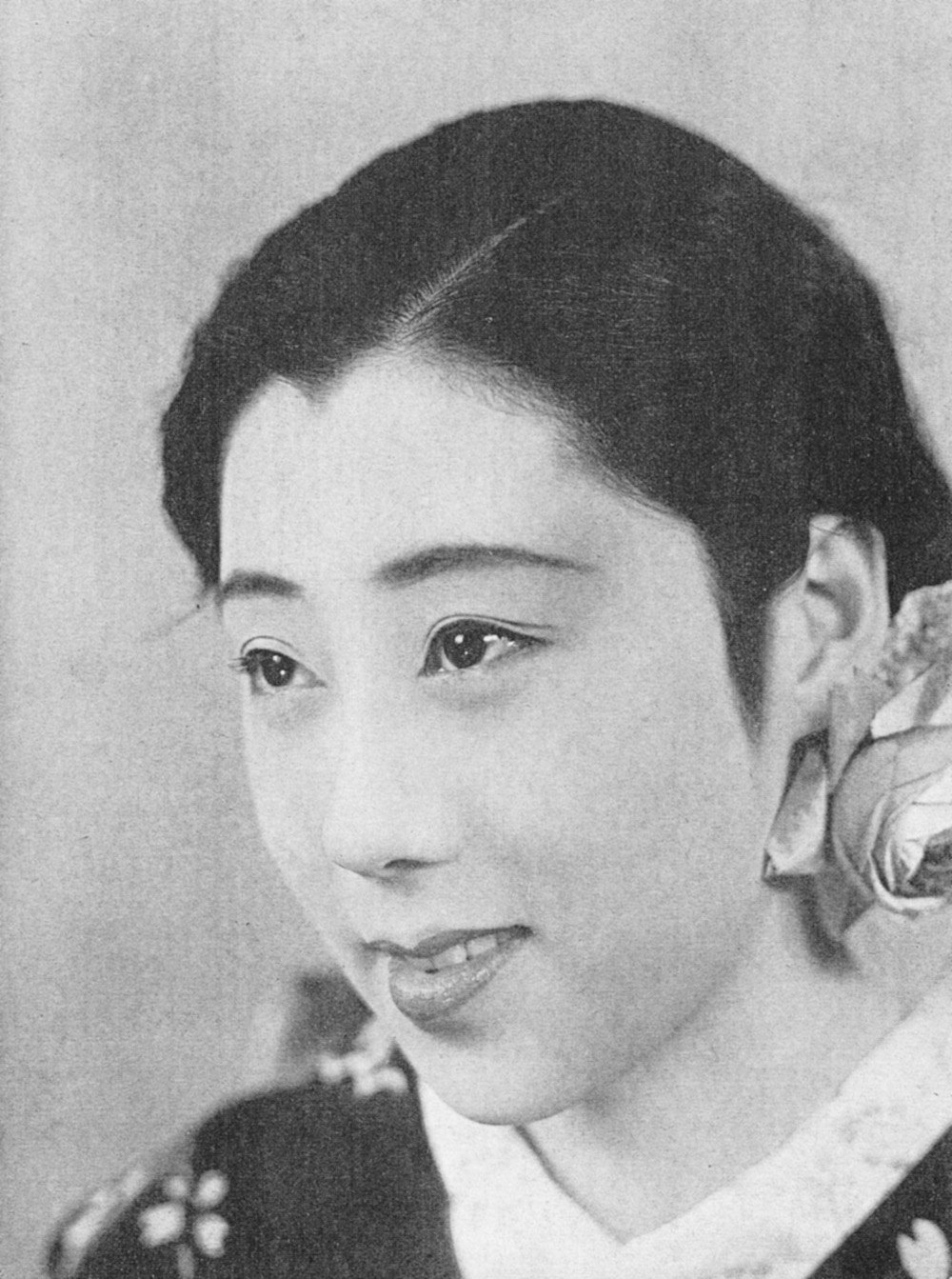
Isuzu Yamada (1937)

Yamada Isuzu (japanisch 山田 五十鈴; * 5. Februar 1917 in Osaka als Yamada Mitsu 山田美津; † 9. Juli 2012) war eine japanische Schauspielerin.

## Leben
Yamada, die Tochter des Schauspielers Yamada Kazuo, drehte ihren ersten Film Adauchi Senshu im Alter von nur 13 Jahren und wurde in der Folge vor allem durch die Zusammenarbeit mit Regisseur Kenji Mizoguchi bekannt, der ihr Hauptrollen in wegweisenden Filmen wie Osaka Elegie und Die Schwestern von Gion gab. Letzterer war ihr endgültiger Durchbruch, die Rolle der sich gegen die Tradition auflehnenden jungen Geisha Omocha machte sie in Japan zum Star. Während des Zweiten Weltkriegs war sie eine der beliebtesten Schauspielerinnen und drehte allein zwischen 1939 und 1945 ganze 20 Filme, darunter Shōri no Hi made und Shanhai no Tsuki mit Regisseur Mikio Naruse. So lebhaft wie ihre Filmkarriere gestaltete sich auch ihr Privatleben: Nach drei Scheidungen heiratete sie im Jahr 1956 bereits zum vierten Mal, für das damals noch sehr traditionelle Japan ein ungeheuerlicher Vorgang.
1957 begann dann gewissermaßen der zweite Frühling ihrer Karriere, der gekennzeichnet war durch die Zusammenarbeit mit Akira Kurosawa in Filmen wie Das Schloss im Spinnwebwald und Nachtasyl, durch die sie auch im Westen bekannt wurde. In Kurosawas großem Erfolg Yojimbo – Der Leibwächter spielte sie dann 1961 ihre letzte große Rolle als hinterhältige Bordellchefin. Anschließend klang ihre Karriere als Filmschauspielerin, in der sie 90 Filme gedreht hatte, langsam aus und sie konzentrierte sich auf die Arbeit am Theater. Von 1951 bis 1952 Schloss sie sich dem Gekidan Mingei (劇団民藝) an, 1954 gründete sie ihre eigene Bühnengesellschaft Gendai Haiyū Kyōkai (現代俳優協会). Ihr größter Bühnenerfolg war Tanuki.
1993 wurde Yamada als Person mit besonderen kulturellen Verdiensten geehrt, 2000 wurde sie mit dem Kulturorden ausgezeichnet.

## Filmografie (Auswahl)
- 1931: Adauchi Senshu (仇討選手)
- 1935: Der Untergang von Osen (折鶴お千, Orizuru Osen)
- 1936: Osaka Elegie (浪華悲歌, Naniwa Erejī)
- 1936: Die Schwestern von Gion (祇園の姉妹, Gion no Shimai)
- 1941: Shanhai no Tsuki (上海の月, engl. Shanghai Moon)
- 1944: Shōri no Hi made (勝利の日まで, engl. Until Victory Day)
- 1952: Gendai-jin (現代人)
- 1957: Das Schloss im Spinnwebwald (蜘蛛巣城, Kumonosu-jō)
- 1957: Nachtasyl (どん底, Donzoko)
- 1960: Bonchi (ぼんち)
- 1961: Yojimbo – Der Leibwächter (用心棒, Yōjimbō)

## Theater (Auswahl)
- 1974:  Tanuki (たぬき), erster Auftritt im Geijutsuza (芸術座)
- 1986:  Schamisen O-Chiyo (三味線お千代), erster Auftritt im Tōkyō Takarazuka Gekijo (東京宝塚劇場)